# Camacupa (ort i Angola)
Camacupa är en ort i Angola.   Den ligger i provinsen Bié, i den centrala delen av landet, 600 kilometer sydost om huvudstaden Luanda. Camacupa ligger 1 473 meter över havet och antalet invånare är 19 150.
Terrängen runt Camacupa är huvudsakligen platt. Camacupa ligger uppe på en höjd. Det finns inga andra samhällen i närheten.
I omgivningarna runt Camacupa växer huvudsakligen savannskog. Runt Camacupa är det ganska glesbefolkat, med 23 invånare per kvadratkilometer.